# Beatmania featuring DREAMS COME TRUE
Beatmania featuring DREAMS COME TRUE es un videojuego musical derivado de la serie de beatmania y fue creado por BEMANI. Fue lanzado en mayo del 2000 para arcade y, poco después, salió la versión para consola en julio del mismo año. A diferencia de otras derivaciones como beatmania ClubMIX y beatmania CORE REMIX, esta entrega se caracteriza por solo tener música del dúo musical japonés Dreams Come True, mismo grupo cuyas canciones aparecieron anteriormente en otro videojuego también dedicado al dúo llamado Dancing Stage featuring DREAMS COME TRUE en 1999.
La versión arcade tiene un total de dieciocho canciones, mientras que la versión para PlayStation se redujo a trece canciones, debido a fin de licencia en cinco canciones. Después de esta entrega, no hubo más imitando este tipo de estrategia.

## Modos de juego
- Basic: Ideal para principiantes, el jugador tiene más canciones para jugar a medida que se pasa a cada Stage. Tres canciones por ronda.
- Hard: La dificultad es moderada, pero más difícil que Basic. Tres canciones por ronda.
- MONKeY LIVE: El jugador selecciona courses, las cuales están compuestas de cuatro canciones. Este modo es único en las entregas de beatmania, ya que actúa muy similar al modo Expert, y tiene la característica de que entre cada canción, hay una pequeña sección en donde al jugador se le da la oportunidad de ganar más energía, pulsando las teclas y rasgando el disco giratorio simultáneamente en las zonas en donde dice "free zone".

## Lista de canciones
Las siguientes tablas muestran las canciones introducidas en el juego:
| Nombre                                           | BPM                   | Disponible en Arcade  | Disponible en PlayStation |                       |                       |
| Canciones licenciadas                            | Canciones licenciadas | Canciones licenciadas | Canciones licenciadas     | Canciones licenciadas | Canciones licenciadas |
| ------------------------------------------------ | --------------------- | --------------------- | ------------------------- | --------------------- | --------------------- |
| go on,baby!                                      | 102                   | Sí                    | Sí                        |                       |                       |
| LAT.43°N ～forty-three degrees north latitude～  | 136                   | Sí                    | Sí                        |                       |                       |
| SNOW DANCE                                       | 94                    | Sí                    | Sí                        |                       |                       |
| あはは                                           | 106                   | Sí                    | No                        |                       |                       |
| あなたに会いたくて                               | 118                   | Sí                    | Sí                        |                       |                       |
| 朝がまた来る                                     | 96                    | Sí                    | Sí                        |                       |                       |
| 笑顔の行方                                       | 94-129                | Sí                    | Sí                        |                       |                       |
| 決戦は金曜日                                     | 125                   | Sí                    | Sí                        |                       |                       |
| なんて恋したんだろ                               | 79                    | Sí                    | No                        |                       |                       |
| さよならを待ってる                               | 111                   | Sí                    | Sí                        |                       |                       |
| うれしい！たのしい！大好き！                     | 113                   | Sí                    | Sí                        |                       |                       |
| よろこびのうた                                   | 113                   | Sí                    | No                        |                       |                       |
| Remixes de Masato Nakamura                       |                       |                       |                           |                       |                       |
| AHAHA -KING CRAB MIX                             | 107                   | Sí                    | Sí                        |                       |                       |
| NANTE KOI SHITANDARO -KING CRAFTY MIX            | 80-160                | Sí                    | Sí                        |                       |                       |
| SONG OF JOY -KING CRAB MIX                       | 120                   | Sí                    | Sí                        |                       |                       |
| Remixes de Konami                                |                       |                       |                           |                       |                       |
| go on,baby! Happy! Happie Konami Re-organize Mix | 120                   | Sí                    | No                        |                       |                       |
| SNOW DANCE Balearic Togs Konami Remix            | 103                   | Sí                    | Sí                        |                       |                       |
| 朝がまた来る Sci-fi analog slave Konami Remix    | 130                   | Sí                    | No                        |                       |                       |